# Gladys Ferguson
Gladys Ferguson was een schaatsster uit Canada. 

## Resultaten

### Wereldkampioenschappen
| Jaar | Jaar     | Plaats    | Resultaten   | Resultaten                               |
| ---- | -------- | --------- | ------------ | ---------------------------------------- |
| 1936 | Allround | Stockholm | 14e Allround | 11e 500 m 13e 1000 m 13e 3000 m - 5000 m |

## Persoonlijke records
| Afstand    | Tijd    | Datum           | Baan      |
| ---------- | ------- | --------------- | --------- |
| 500 meter  | 55,50   | 4 februari 1936 | Uppsala   |
| 1000 meter | 2.05,30 | 1 februari 1936 | Stockholm |
| 1500 meter | 3.01,30 | 4 februari 1936 | Uppsala   |
| 3000 meter | 6.54,40 | 1 februari 1936 | Stockholm |